# Rachid khan Qaplanov
 (mai 2022).
Rachid khan Gaplanov ou Kaplanov (en azéri : Rəşid xan Zabit oğlu Qaplanov ; né en 1883 dans la région de Terek et mort le 10 décembre 1937 dans la région de Moscou) est un ministre des finances, ministre de l'intérieur de la République montagnarde, président du Parlement montagnard, Membre du Parlement montagnard, Vice-président du Comité central de l'Union des alpinistes du Caucase du Nord et du Daghestan, puis président, chef du gouvernement provisoire du Terek-Daghestan.

## Biographie
Rachid Khan Gaplanov est né en 1883 dans le village d'Agsay, dans la famille Gaplanov. Il a fait ses études primaires à Yaxsay Madrasa. Puis il est diplômé de l'école technique professionnel de Vladikavkaz. Rashid Khan a fait ses études supérieures à l'Université de la Sorbonne et est diplômé de la faculté de droit de Sorbonne Université de la  en 1910.

## Carrière
Plus tard, il est invité à l'Université d'Istanbul par des membres du mouvement des Jeunes-Turcs, qu'il avait rencontré à Paris, où il enseigne jusqu'en 1913. Il enseigne le droit de l'État à l'École civile d'Istanbul et le droit constitutionnel à l'École des sciences politiques, et fait partie de la Commission pour les réformes législatives dans le contrôle de la justice. Au cours de cette période, des articles sous divers pseudonymes sont publiés dans les premiers journaux de langue russe de l'État ottoman, Stambulskie Novosti ("Istanbul News") et "Tanin" ("Tanin"). Il avait des liens avec des membres du Triumvirat et avec Anwar, Talat et Jamal Pacha. 
En 1913, il retourna à Vladikavkaz sur l'insistance de son père, et, de 1914 à 1917, il travaille comme juré adjoint au tribunal de district de la ville.

## Répression
Après l'occupation d'avril, Rachid Khan Gaplanov est arrêté à Bakou le 11 mai 1920, mais relâché à la demande d'Orjonokidze et Narimanov en juin et d'abord envoyé à Vladikavkaz. Il est de nouveau arrêté par les bolcheviks en 1921 à Temir-Khan-Choura. On lui demandé de quitter le Caucase. Il est contraint de vivre à Moscou. Il enseigné l'histoire de l'Empire ottoman à l'Université des peuples orientaux à Moscou. En 1923, il publie le livre Lectures on the History of Turkey.
Bien que Rachid Khan Gaplanov soit de nouveau arrêté en 1930, il est ensuite libéré.
Rachid Khan Gaplanov est arrêté pour la dernière fois le 8 octobre 1937 à Moscou. À l'époque, il travaillait comme conseiller juridique à la représentation permanente de la Commission commerciale ouzbèke à Moscou, et en même temps comme avocat privé à la représentation ouzbèke.
Le 29 avril 1991, Rachid Gaplanov est acquitté par le bureau du procureur de l'URSS au motif que ses actions ne constituaient pas un crime.

## Période du Caucase du Nord
Il prend une part active aux processus politiques dans le Caucase du Nord en Russie après la révolution de février. Le 1er mai 1917, Rachid Khan Gaplanov est élu au Présidium au nom des peuples Kumuk, Nogai et Turkmen (province de Stavropol) lors du premier congrès!. Rachid Khan Gaplanov s'adresse au Congrès sur les questions d'organisation. Le 5 mai 1917, le Congrès approuve le rapport du prince Rashid khan Gaplanov sur la création de l'Union des peuples des montagnes du Caucase du Nord et du Daghestan et le projet d'organisation de l'Union soumis par lui.
Le 20 septembre 1917, lors du deuxième congrès de la montagne à Vladikavkaz, Rachid Khan Gaplanov est élu membre et vice-président du comité central. Il a également été membre d'une commission de sept membres mise en place pour rédiger la constitution du syndicat. L'Union des peuples montagnards du Caucase du Nord et du Daghestan a déclaré l'autonomie des montagnes lors du congrès. Tapa Chermoyev, chef du Comité central de l'autonomie, démissionne le 1er décembre. Au lieu de cela, la direction est confiée à Rachid Khan Gaplanov.
Le 12 novembre 1917, Rachid Khan Gaplanov est élu membre de la commission de gestion instituée au sein du syndicat.
Le 20 janvier 1919, un parlement de 27 membres - le Conseil de l'Union est créé. Le parlement est aussi appelé le parlement montagnard. Les anciens membres du Comité central de l'Union sont  directement élus députés. Rachid Khan Gaplanov est également élu député.

## Vie à Bakou
Rachid Khan Gaplanov s'installe à Bakou au début de 1919. Le 14 mars 1919, il est nommé ministre de l'Éducation et des Affaires religieuses dans le gouvernement de Yusifbeyli Ier en tant que représentant du parti Ahrar. Sous sa direction, de nouvelles écoles sont ouvertes à Bakou et dans de nombreuses villes d'Azerbaïdjan. Gaplanov est également étroitement impliqué dans l'ouverture de l'Université d'État de Bakou, où il enseigne « l'histoire de la littérature ottomane ». Il soutient l'investissement de 5 millions de manats pour ouvrir une faculté de philologie et de médecine à l'université. En 1919, le ministre Gaplanov participe à l'organisation d'un projet permettant à 100 étudiants d'étudier à l'étranger. Gaplanov dirige également la création de la Commission d'État pour la réforme générale de l'enseignement, qui propose à l'avenir la transition vers l'alphabet latin.

## IIegouvernement Yusifbeyli
Après la démission du premier gouvernement Yusifbeyli Rachid Khan Gaplanov est nommé ministre des Finances dans le deuxième gouvernement Yusifbeyli, établi le 24 décembre 1919. Il essaie d'empêcher l'argent en circulation de se déprécier et de se dévaluer.
Rachid Khan Gaplanov était un politique neutre, mais il rejoint le parti Ahrar après le déménagement à Bakou.

## Décès
Rachid Khan Gaplanov est arrêté le 8 octobre 1937, dans le cadre d'un grand nettoyage. Il est d'abord détenu à Lefortovo puis dans les prisons de Butyrka. Le 10 décembre 1937, il est reconnu coupable en vertu des articles code pénal de la RSFSR (participation active au mouvement contre-révolutionnaire et à l'organisation terroriste nationaliste antisoviétique). Le 10 décembre, le Conseil militaire de la Cour suprême de l'URSS condamne Gaplanov à mort. Il est abattu le même jour. Après l'exécution, son corps était enterré dans un cimetière collectif sans nom à Kommunarka, région de Moscou.